# Lijst van wapens van voormalige Noord-Brabantse gemeenten
Dit artikel bevat een lijst van wapens van voormalige Noord-Brabantse gemeenten. De lijst is alfabetisch gesorteerd.

## A

Wapen van Aalburg
Wapen van Aalst
Wapen van Aarle-Rixtel (1817)
Wapen van Aarle-Rixtel (1961)
Wapen van Alem
Wapen van Alem, Maren en Kessel (officieus)
Wapen van Almkerk
Wapen van Alphen en Riel
Wapen van Andel

## B

Wapen van Baardwijk
Wapen van Bakel en Milheeze
Wapen van Beek en Donk
Wapen van Beers (1817)
Wapen van Beers (1965)
Wapen van Berghem
Wapen van Berkel-Enschot
Wapen van Berlicum
Wapen van Besoyen
Wapen van Beugen en Rijkevoort
Wapen van Bladel en Netersel
Wapen van Bokhoven
Wapen van Borkel en Schaft
Wapen van Boxmeer (1817)
Wapen van Boxmeer (1962)
Wapen van Boxmeer
Wapen van Budel

## C

Wapen van Capelle
Wapen van Chaam
Wapen van Cromvoirt
Wapen van Cuijk
Wapen van Cuijk en Sint Agatha

## D

Wapen van De Werken en Sleeuwijk
Wapen van Den Dungen
Wapen van Deurne en Liessel (1817)
Wapen van Deurne en Liessel (1896)
Wapen van Dieden, Demen en Langel
Wapen van Diessen
Wapen van Dinteloord en Prinsenland
Wapen van Dinther
Wapen van Dommelen
Wapen van Drongelen, Haagoort, Gansoijen en Doeveren
Wapen van Drunen
Wapen van Duizel en Steensel
Wapen van Dussen

## E

Wapen van Eersel
Wapen van Eethen
Wapen van Emmikhoven en Waardhuizen
Wapen van Empel en Meerwijk
Wapen van Engelen
Wapen van Erp
Wapen van Esch
Wapen van Escharen

## F

Wapen van Fijnaart en Heijningen (1817)
Wapen van Fijnaart en Heijningen

## G

Wapen van Gassel
Wapen van Geffen (1817)
Wapen van Geffen
Wapen van Geldrop
Wapen van Gemert (1817)
Wapen van Gemert (1976)
Wapen van Genderen (1817)
Wapen van Gestel en Blaarthem
Wapen van Giessen
Wapen van Ginneken en Bavel
Wapen van Grave
Wapen van 's Gravenmoer

## H

Wapen van Haaren (1818-1997)
Wapen van Haaren (1997-2020)
Wapen van Halsteren (1817-1905)
Halsteren (1905-1997)
Wapen van Haren en Macharen
Wapen van Haps (1817)
Wapen van Haps (1969)
Wapen van Hedikhuizen
Wapen van Heesch
Wapen van Heeswijk
Wapen van Heeswijk-Dinther
Wapen van Heeze 1817-1979
Wapen van Heeze 1979-1997
Wapen van Helvoirt
Wapen van Herpen
Wapen van Herpt
Wapen van 's-Hertogenbosch (1817)
's-Hertogenbosch (1978)
Wapen van Hilvarenbeek
Wapen van Hilvarenbeek (1961)
Wapen van Hilvarenbeek (1986)
Wapen van Hoeven
Wapen van Hooge en Lage Mierde
Wapen van Hooge en Lage Zwaluwe
Wapen van Hoogeloon, Hapert en Casteren (1819)
Wapen van Hoogeloon, Hapert en Casteren (1958)
Wapen van Hoogeloon, Hapert en Casteren (1986)
Wapen van Huijbergen (1817)
Wapen van Huijbergen (1964)

## K

Wapen van Kessel
Wapen van Klundert

## L

Wapen van Landerd
Wapen van Leende
Wapen van Liempde
Wapen van Lierop
Wapen van Lieshout
Wapen van Linden
Wapen van Lith
Wapen van Luyksgestel

## M

Wapen van Maarheeze
Wapen van Maasdonk
Wapen van Maashees en Overloon
Wapen van Made en Drimmelen 1817-1961
Wapen van Made en Drimmelen 1961-1997
Wapen van Maren
Wapen van Meeuwen
Wapen van Megen, Haren en Macharen
Wapen van Mierlo
Wapen van Mill en Sint Hubert
Wapen van Moergestel

## N

Wapen van Nederwetten en Eckart
Wapen van Nieuw-Ginneken
Wapen van Nieuw-Vossemeer
Wapen van Nieuwkuijk
Wapen van Nistelrode
Wapen van Nuenen en Gerwen
Wapen van Nuland

## O

Wapen van Oeffelt
Wapen van Oerle
Wapen van Oijen en Teeffelen
wapen van Oirschot (1819)
wapen van Oirschot (1970)
Wapen van Oost-, West- en Middelbeers
Wapen van Oss 1817
Wapen van Oss (1994)
Wapen van Oploo, Sint Anthonis en Ledeacker
Wapen van Ossendrecht
Wapen van Oud en Nieuw Gastel
Wapen van Oudenbosch (1817)
Wapen van Oudenbosch (1986)
Wapen van Oudheusden

## P

Wapen van Princenhage
Wapen van Prinsenbeek
Wapen van Putte

## R

Wapen van Raamsdonk
Wapen van Ravenstein
Wapen van Reek
Wapen van Reusel
Wapen van Riethoven
Wapen van Rijsbergen (1817-1985)
Wapen van Rijsbergen (1985-1997)
Wapen van Rijswijk
Wapen van Roosendaal en Nispen
Wapen van Rosmalen
Wapen van Rucphen (1817)

## S

Wapen van Sambeek
Wapen van Schaijk 1817-1959
Wapen van Schaijk 1959-1994
Wapen van Schijndel
Wapen van Sint Anthonis
Wapen van Sint-Michielsgestel (1817)
Wapen van de plaats Sint-Michielsgestel
Wapen van Sint-Oedenrode
Wapen van Soerendonk, Sterksel en Gastel
Wapen van Someren (1817)
Wapen van Sprang
Wapen van Sprang-Capelle
Wapen van Standdaarbuiten
Wapen van Stiphout
Wapen van Stratum
Wapen van Strijp

## T

Wapen van Terheijden 1817-1961
Wapen van Terheijden 1961-1997
Wapen van Teteringen
Wapen van Tongelre

## U

Wapen van Uden
Wapen van Udenhout

## V

Wapen van Valkenswaard (1819)
Wapen van Valkenswaard (1942)
Wapen van Veen
Wapen van Veghel (1817)
Wapen van Veghel
Wapen van Veldhoven en Meerveldhoven
Wapen van Velp
Wapen van Vessem, Wintelre en Knegsel
Wapen van Vierlingsbeek
Wapen van Vlierden
Wapen van Vlijmen 1817-1965
Wapen van Vlijmen 1965-1978
Wapen van Vlijmen 1978-1997
Wapen van Vrijhoeve-Capelle

## W

Wapen van Wanroij 1817-1966
Wapen van Wanroij 1966-1994
Wapen van Waspik
Wapen van Werkendam 1819-1958
Wapen van Werkendam 1958-1978
Wapen van Werkendam 1978-2018
Wapen van Westerhoven 1818-1989
Wapen van Westerhoven 1989-1997
Wapen van Wijk en Aalburg 1817-1954
Wapen van Wijk en Aalburg 1954-1973
Wapen van Willemstad
Wapen van Woensdrecht 1922
Wapen van Woudrichem 1817-1973
Wapen van Woudrichem 1974-2018
Wapen van Woensel van 1821 tot 1896: Woensel en Eckart
Wapen van Wouw

## Z

Wapen van Zeeland
Wapen van Zesgehuchten
Wapen van Zevenbergen
Wapen van Zundert (1817)